# Elshod Rasulov
Elshod Yunusovich Rasulov (auch Elschod Junusowitsch Rasulow, * 7. März 1986 in Kokand, Oblast Fergana, Usbekische SSR, UdSSR) ist ein usbekischer Amateurboxer. 

## Werdegang
Elshod Rasulov gewann bei den Kadetten-Weltmeisterschaften 2001 eine Bronzemedaille im Bantamgewicht und bei den Kadetten-Weltmeisterschaften 2002 die Silbermedaille im Federgewicht. Bei den Junioren-Weltmeisterschaften 2004 gewann er die Goldmedaille im Weltergewicht durch einen Finalsieg gegen Emilio Correa.
2006 gewann er im Mittelgewicht die Asienspiele in Katar durch einen Finalsieg gegen den Olympiasieger Baqtijar Artajew und konnte sich im Mittelgewicht auch den Sieg bei den Asienmeisterschaften 2007 in der Mongolei sichern. Er bezwang dabei im Finalkampf Vijender Kumar. Er startete noch 2007 bei den Weltmeisterschaften in den USA, wo er unter anderem mit einem Sieg gegen István Szili ins Achtelfinale kam, wo er gegen Argenis Núñez ausschied.
Bei der asiatischen Olympiaqualifikation 2008 in Thailand erreichte er das Finale und schlug dabei auch den späteren Olympiasieger Ryōta Murata. Damit durfte er an den Olympischen Spielen 2008 in China teilnehmen. Nach Siegen gegen Jean-Mickaël Raymond und Andranik Hakobjan, unterlag er aber im Viertelfinale gegen Emilio Correa. Beim Weltcup 2008 in Russland schied er dann gegen Andranik Hakobjan im Halbfinale aus und gewann Bronze im Mittelgewicht.
2009 gewann er Gold im Halbschwergewicht bei den Asienmeisterschaften in China, wobei er unter anderem Dinesh Kumar schlagen konnte. Er nahm dann an den Weltmeisterschaften 2009 in Italien teil und zog mit Siegen unter anderem gegen René Krause und Vijender Kumar ins Finale ein, wo er gegen Artur Beterbijew verlor und die Silbermedaille im Halbschwergewicht gewann.
2010 siegte er im Halbschwergewicht bei den Asienspielen in China. Zu seinen besiegten Gegnern zählten Ehsan Rouzbahani und erneut Dinesh Kumar. Bei den Weltmeisterschaften 2011 in Aserbaidschan schlug er erneut Ehsan Rouzbahani und bezwang unter anderem auch Yamaguchi Falcão, ehe er im Halbfinale gegen Ädilbek Nijasymbetow unterlag und so mit einer Bronzemedaille im Halbschwergewicht ausschied. Mit dieser Platzierung hatte er sich für die Olympischen Spiele 2012 in England qualifiziert. Dort besiegte er im Achtelfinale Yahya Mekacheri, schied aber im Viertelfinale gegen Jegor Mechonzew aus.
Bei der Sommer-Universiade 2013 in Russland gewann er nach einer Halbfinalniederlage gegen Dmitri Biwol eine Bronzemedaille im Halbschwergewicht. Bei den Asienmeisterschaften 2015 in Thailand folgte der Gewinn der Silbermedaille im Halbschwergewicht, als er im Finale kampflos gegen Ädilbek Nijasymbetow ausgestiegen war. Die Weltmeisterschaften 2015 in Katar beendete er mit dem Gewinn einer weiteren Bronzemedaille im Halbschwergewicht, nachdem er im Halbfinale gegen Joe Ward verloren hatte. Zuvor hatte er unter anderem Albert Ramírez und Ädilbek Nijasymbetow bezwungen.
2016 gewann er mit einem Finalsieg gegen Ädilbek Nijasymbetow die asiatische Olympiaqualifikation in China und startete daraufhin bei den Olympischen Spielen 2016 in Brasilien. Dort verlor er jedoch im Achtelfinale gegen Joshua Buatsi.